# Фоксі (персонаж)
Фо́ксі — маскот української мережі магазинів електроніки та побутової техніки «Фокстрот».

## Історія
Лисиця Фоксі вперше з'явилася на вивісці першого магазину «Фокстрот» у Харкові у 1994 році. На той час це було просте графічне зображення, виконане чорним на білому тлі. У 2011 році змінився фірмовий стиль та талісман компанії. Фоксі набула свого фірмового помаранчевого кольору. Як зазначає Дмитро Киришин зі Znaj.ua, «лисиця стала схожою на домашню кішку, що затишно згорнулася, як символ комфортної покупки й безтурботності».
У 2018 році Фоксі більше не використовувалася в зовнішній рекламі та інших комунікаціях компанії через ребрендинги інших мереж магазинів електроніки. У 30 магазинах були розміщені прості фірмові вивіски на помаранчевому тлі. У 2019 році аналіз «Фокстроту» показав, що у покупців Фоксі в першу чергу асоціювалася з брендом. За словами директора з маркетингу «Фокстрот» Наталії Ставраті, «у самому звучанні імені бренду закладено присутність нашого персонажа. Тому на початку 2019 року ми запланували повернення „всенародної улюблениці“». Восени компанія провела редизайн і повернула свій фірмовий талісман, представивши нову стилістику та новий логотип.
Компанія «Фокстрот» використовує свій талісман у цифрових медіа, таких як TikTok. Анімаційний ролик «Повний Ціногриз» за участю Фоксі підірвав соціальні мережі та став вірусним. У TikTok, станом на лютий 2022 року, ця відеореклама набрала майже 4 млн переглядів. Пісня «Повний Ціногриз» починається зі слів «Була ціна кругленька / Кусь-кусь — і вже маленька». Над створенням анімації працювала Moonhauzen Animation Studio. На тлі популярності в липні 2020 року була випущена годинна версія кліпу. Після приголомшливого успіху кліпу команда «Фокстрот» вирішила не зупинятися на досягнутому і в жовтні 2020 випустила кліп «Хакнули ціни».
Директор з маркетингу «Фокстрот» Наталія Ставраті розповіла, що Фоксі спочатку була представлена тільки своєю особою, без тулуба, і в такому образі персонаж пробув майже рік. Влітку 2020 у Фоксі з'явилося тіло, в такому образі вона вперше була показана в кліпі «Повний Ціногриз». У грудні 2020 року лисиця з'явилася в рекламному ролику, присвяченому Дню Святого Миколая, як діджей. У рекламному відеоролику під час акції «Чорна п'ятниця» лисичка з'явилася у вигляді перевертня, а у ролику, присвяченому Міжнародному жіночому дню, вона вперше постає у п'яти образах — рожевому платті, в образі підлітка, бізнесвумен та домогосподарки. Наталія Ставраті зазначає, що «Фоксі — найпомітніший і найемоційніший елемент трансформації бренду Фокстрот, який створює навколо себе потужне бренд-ком'юніті». Персонаж користується побутовою технікою та гаджетами, сидить в Інтернеті, співає та танцює шафл, пропонує своїм покупцям дві основні товарні лінійки — побутову техніку та електроніку.
У 2021 році компанія «Фокстрот» увійшла до найкращих 25 успішних маркетингових кампаній за версією видання «Ділова столиця». У топі наголошується, що важливу роль у рекламних комунікаціях зіграла лисичка Фоксі, залучена в більшості креативів. Асоціація ритейлерів України включила Фоксі до списку найкращих реклам 2021 року в номінації «Ціногриз року».